# Campionato mondiale di scherma 1949
Il Campionato mondiale di scherma del 1949 si è svolto al Cairo, in Egitto. Per la prima volta la massima rassegna iridata di scherma si è disputata fuori dall'Europa.
Sono stati assegnati 1 titolo femminile e 6 titoli maschili:
- femminile
  - fioretto individuale
- maschile
  - fioretto individuale
  - fioretto a squadre
  - sciabola individuale
  - sciabola a squadre
  - spada individuale
  - spada a squadre

## Risultati

### Uomini
| Evento                          | Oro | Argento                                                                           | Bronzo |
| Spada                           | |                                                                                   | |
| Spada individuale (dettagli)    | Dario Mangiarotti                                                                                                 | René Bougnol                                                                      | Per Carleson                                                                                              |
| Spada a squadre (dettagli)      | Italia Roberto Battaglia Luigi Cantone Antonio Mandruzzato Dario Mangiarotti Edoardo Mangiarotti Antonio Spallino | Svezia Per Carleson Hans Drakenberg Carl Forssell Rolf Julin                      | Egitto Salah Dessouki Mohamed Abdel Rahman Mahmoud Younes Maurice Schmeil Jean Asfar                      |
| Fioretto                        | |                                                                                   | |
| Fioretto individuale (dettagli) | Christian d'Oriola                                                                                                | Renzo Nostini                                                                     | Giuliano Nostini Edoardo Mangiarotti                                                                      |
| Fioretto a squadre (dettagli)   | Italia Manlio Di Rosa Edoardo Mangiarotti Giuliano Nostini Renzo Nostini Roberto Ferrari Giorgio Pellini          | Francia René Bougnol Jéhan Buhan Christian d'Oriola Jacques Lataste Adrien Rommel | Egitto Osman Abdel Hafeez Anwar Tawfik Salah Dessouki Hassan Hosni Tawfik Mahmoud Younes Mohamed Zulficar |
| Sciabola                        | |                                                                                   | |
| Sciabola individuale (dettagli) | Gastone Darè | Giorgio Pellini                                                                   | Vincenzo Pinton Vittorio Stagni                                                                           |
| Sciabola a squadre (dettagli)   | Italia Gastone Darè Renzo Nostini Mauro Racca Vincenzo Pinton Giorgio Pellini Vittorio Stagni                     | Francia Jacques Lefèvre Jean Levavasseur Jean Parent Jean-François Tournon        | Egitto Farid Abou-Shadi Salah Dessouki Mohamed Abdel Rahman Mahmoud Younes Mohamed Zulficar               |

### Donne
| Evento                          | Oro         | Argento        | Bronzo            |
| Fioretto                        |             |                |                   |
| Fioretto individuale (dettagli) | Ellen Preis | Karen Lachmann | Jacqueline Baudot |

## Medagliere
| Posizione | Nazione   |   |   |   | Totale |
| --------- | --------- | - | - | - | ------ |
| 1         | Italia    | 5 | 2 | 4 | 11     |
| 2         | Francia   | 1 | 3 | 1 | 5      |
| 3         | Austria   | 1 | 0 | 0 | 1      |
| 4         | Svezia    | 0 | 1 | 1 | 2      |
| 5         | Danimarca | 0 | 1 | 0 | 1      |
| 6         | Egitto    | 0 | 0 | 3 | 3      |
| Totale    | Totale    | 7 | 7 | 9 | 23     |